# Pipot
Pipot war ein französisches Volumenmaß für Honig und in Bordeaux aus dem Weinmaß abgeleitet in Anwendung.
Da jeweils 6 Pipot oder 6 Tiercons auf eine Tonne gerechnet wurden, war der errechnete Wert aus der Tonneau
- 1 Pipot  = 7664,66667 Pariser Kubikzoll = 154,6666 Liter
- 1 Tonneau/Tonne = 6 Pipot[2]